# Акрокомия
Акрокомия (лат. Acrocomia) — род цветковых растений семейства Пальмовые.

## Распространение и экология
В природе представители рода произрастают в Центральной Америке и Вест-Индии.

## Виды
По информации базы данных The Plant List, род включает 8 видов:
- Acrocomia aculeata (Jacq.) Lodd. ex Mart.
- Acrocomia crispa (Kunth) C.F.Baker ex Becc.
- Acrocomia emensis (Toledo) Lorenzi
- Acrocomia glaucescens Lorenzi
- Acrocomia hassleri (Barb.Rodr.) W.J.Hahn
- Acrocomia intumescens Drude
- Acrocomia media O.F.Cook
- Acrocomia totai Mart.

## Значение и применение
Один из видов Acrocomia aculeata (известное под названиями макауба, макаиба и бокаюва) имеет особое значение. Она растет на Ямайке, Тринидаде и соседних островах, а также на западном берегу Южной Америки вплоть до Рио-де-Жанейро и имеет красивые перистые листья, образующие на верху ствола густую корону. Её темные орехи, легко принимающие глянец, служат аборигенам для различных изящных изделий, но особую важность приобретают они вследствие богатого содержания масла.
Плоды макаубы имеют мякоть, богатую такими нутриентами, как углеводы, клетчатка, белки, витамины и минералы, что делает её пригодной для использования в питании человека и животных. Кроме того, мякоть плодов макаубы содержит биологически активные соединения, включая ненасыщенные жирные кислоты, токотриенолы, каротиноиды, фенольные соединения и флавоноиды, обладающие антиоксидантными и противовоспалительными свойствами. Ряд исследований продемонстрировал положительное влияние употребления мякоти плодов макаубы на здоровье, в том числе снижение риска сердечно-сосудистых заболеваний, диабета и некоторых видов рака, а также улучшение функций желудочно-кишечного тракта и печени.  Кроме того, потребление мякоти способствует повышению чувства насыщения и контролю аппетита, что может быть полезно для снижения веса и поддержания здорового образа жизни. Биологическое действие мякоти плодов макаубы также изучалось в экспериментах на животных и культурах клеток, показавших многообещающие результаты в отношении противовоспалительной, антиоксидантной и нейропротекторной активности.
Пальмовое масло, добывается вымачиванием и выжиманием затем орехов между нагретыми железными плитами. Оно золотисто-жёлтого цвета, пахнет фиалками, привозится в особенно больших массах из Вест-Индии и находит применение в производстве туалетных мыл. Масло, извлекаемое из мякоти и эндокарпия плодов макаубы, также обладает антимикробными и противовоспалительными свойствами, что указывает на его потенциальное применение в фармацевтической и косметической промышленности.
Некоторые виды акромий разводится в оранжереях.